# Johannes Vahl
Johannes Vahl, född den 1 januari 1831, död den 22 mars 1901, var en dansk bibliograf, brorson till botanikern Jens Vahl, bror till prästen Jens Vahl.
Vahl blev student 1849 och tog 1857 medicinsk examen, men gick 1858 in vid kungliga  biblioteket, där han 1863 blev underbibliotekarie och från 1861 förestod den danska avdelningen.
Tillsammans med Christian W. Bruun utarbetade han planen till den systematiska katalogen över den danska avdelningen, som 1864-75 fullbordades i 67 folioband och omfattade omkring 80 000 boktitlar.